# 正交
正交（英語：Orthogonality）是线性代数的概念，是垂直這一直觀概念的推廣。作為一個形容詞，只有在一個確定的內積空間中才有意義。若內積空間中兩向量的內積為0，則稱它們是正交的。如果能夠定義向量間的夾角，則正交可以直觀的理解為垂直。物理中：運動的獨立性，也可以用正交來解釋。

## 各种正交概念

### 正交子空间
若某空间（此空间为内积空间）中两向量的内积为0，则它们正交。类似地，若某空间（内积空间）中的向量v与子空间A中的每个向量都正交，那么这个向量和子空间A正交。若内积空间的子空间A和B满足一者中的每个向量都与另一者正交，那么它们互为正交子空间。

### 正交变换
正交变换{\displaystyle T:V\rightarrow V}是保持内积的线性变换。即是说，对两个向量，它们的内积等于它们在函数T下的内积：
{\displaystyle \langle Tx,Ty\rangle =\langle x,y\rangle .}
这也就是说，正交变换保持向量的长度不变，也保持两个向量之间的角度不变。

### 正交圓
對兩個相交的圓，如果其中一個交點到兩圓圓心的連線互相垂直，則稱兩圓分別正交，為彼此的正交圓。以任一圓圓心為反演中心，其半徑為反演半徑，另一圓反演變換後的圖像不變。

## 欧几里得空间的例子
在二维或三维的欧几里得空间中，两个向量正交当且仅当他们的点积为零，即它们成90°角。可以看出正交的概念正是在此基础上推广而来的。三维空间中，一条直线的正交子空间是一个平面，反之亦然。四维空间中，一条直线的正交子空间则是一个超平面。

## 正交函数集
对于两个函数f 和g，可以定义如下的内积：
{\displaystyle \langle f,g\rangle _{w}=\int _{a}^{b}f(x)g(x)w(x)\,dx.}
这里引进一个非负的权函数{\displaystyle w(x)}。这个内积叫做带权{\displaystyle w(x)}的内积。
两个函数带权{\displaystyle w(x)}正交，是指它们带权{\displaystyle w(x)}的内积为零。
{\displaystyle \int _{a}^{b}f(x)g(x)w(x)\,dx=0.}
由此可以类似定义带权{\displaystyle w(x)}的模。
{\displaystyle ||f||_{w}={\sqrt {\langle f,f\rangle _{w}}}}
一个函数列{ fi : i = 1, 2, 3, ... }如果满足：
{\displaystyle \langle f_{i},f_{j}\rangle =\int _{-\infty }^{\infty }f_{i}(x)f_{j}(x)w(x)\,dx=||f_{i}||^{2}\delta _{i,j}=||f_{j}||^{2}\delta _{i,j}}
其中
{\displaystyle \delta _{i,j}={\begin{cases}1&\mathrm {if} \ i=j\\0&\mathrm {if} \ i\neq j\end{cases}}}
为克罗内克函数，
那麼{ fi}就称为带权{\displaystyle w(x)}的正交函数族。
進一步地，如果{ fi}满足：
{\displaystyle \langle f_{i},f_{j}\rangle =\int _{-\infty }^{\infty }f_{i}(x)f_{j}(x)w(x)\,dx=\delta _{i,j}}
就称{ fi}为带权{\displaystyle w(x)}的标准正交函数族。
参见正交多项式。

## 分子生物学中的概念
和线性代数中的概念类似，在分子生物学中也称互相独立的元件称为互相正交的。在设计各种分子生物学体系时，希望使用的元件之间的相互干扰尽可能的少，因为这有利于精确地调控细胞内各组分的活性。比如，在涉及到基因时，两个正交的转录因子的启动子应该都不被对方的表达影响。2017年Gita Naseri等将来自拟南芥的转录因子(TF)用于酵母系统中，并利用与宿主细胞正交的外源系统将元件的表达和降解从宿主细胞中隔离开来。
类似地，为了避免对宿主细胞产生毒性，Christopher Voigt等通过生物学信息挖掘的方式设计出了毒性更小的T7 RNAP，并衍生出四个具有互不干扰的 T7 RNAP 变体。

正交的概念不仅限于基因层次，也适合于翻译层次和蛋白质调控网络层次。2014年Alexander等从头设计了一类在原核生物中存在的核糖体开关，其可以用任意序列的RNA来激活触发目标mRNA的翻译。他们把这种开关称为Toehold开关，并且证明其不同序列之间互不触发，也即具有极高的正交性。他们能够利用这种正交性独立调节12个基因。2016年Wendell Lim等将Notch受体其胞外配体结合域和胞内转录调控因子域进行替换，理性设计出功能上互相正交的、在多种细胞系均可工作的人工合成的Notch受体，这是蛋白质调控层次的上正交性的一种体现。与上例相似，2018年Michael Elowitz等也利用正交的病毒蛋白酶来设计蛋白质调控网络，并实现了动态信号处理。

## 訊號處理中的正交轉換的例子及優點
正交轉換例子:
- Discrete Fourier transform
- Discrete cosine, sine, Hartley transforms
- Walsh Transform, Haar Transform
- discrete Legendre transform
- discrete orthogonal polynomial transforms
- Hahn, Meixner, Krawtchouk, Charlier

正交轉換最大好處:
1. 可以完整了解訊號的完整度
2. 訊號彼此不影響
3. 確保近似誤差最小化
4. 正轉換跟反轉換的架構是相似的

## 延伸閲讀

線段AB與CD彼此正交

- Chapter 4 – Compactness and Orthogonality （页面存档备份，存于） in The Art of Unix Programming

## 参閲
- 正交化
  - Gram-Schmidt正交化
- 正交分解
- 正交矩阵
- 正交基
- 垂直